# 18821 Маркґавел
18821 Маркґавел (18821 Markhavel) — астероїд головного поясу, відкритий 13 липня 1999 року.
Тіссеранів параметр щодо Юпітера — 3,264.